# Kościół Matki Boskiej Częstochowskiej w Krępsku
Kościół Matki Boskiej Częstochowskiej w Krępsku – rzymskokatolicki kościół filialny należący do parafii Podwyższenia Krzyża Świętego w Starej Łubiance (dekanat Wałcz diecezji koszalińsko-kołobrzeskiej).
Jest to niewielka świątynia zbudowana na początku XIX wieku, usytuowana jest przy bocznej wiejskiej drodze. Kościół jest budowlą salową, nad zachodnią częścią nawy umieszczona jest wieża, elewacje świątyni są otynkowane. Od strony wschodniej znajduje się wtórnie dobudowana salka katechetyczna, obecnie pełniąca funkcję zakrystii. Kościół został wyremontowany pod koniec lat 90. XX wieku. Stanowi własność parafii rzymskokatolickiej.